# Cimetière marin
Pour le poème de Paul Valery, voir Le Cimetière marin.
Ne doit pas être confondu avec Cimetière sous-marin ou Cimetière de bateaux.

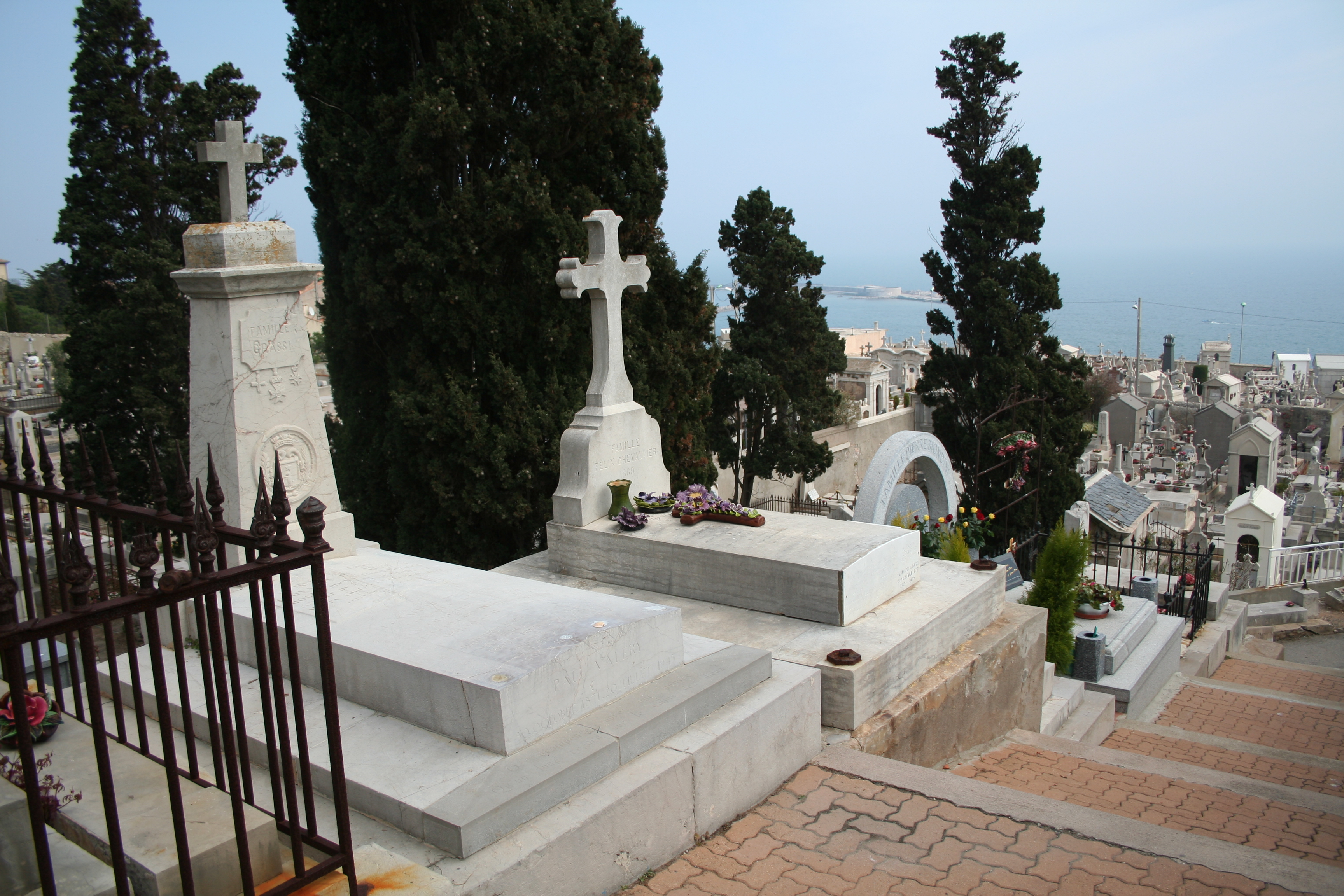
Un cimetière marin (Sète, France).

Un cimetière marin est un cimetière situé face à la mer. Une définition convenue mais non officielle est : « un cimetière sur le littoral ou à moins de 30 mètres du trait de côte ». Le plus célèbre est celui de Sète, dans le sud de la France, immortalisé par le poème Le Cimetière marin de Paul Valéry et par  Georges Brassens qui chantait « que mon cimetière soit plus marin que le sien » dans : Supplique pour être enterré à la plage de Sète.

## Liste de cimetières marins
- France :
  - Cimetière marin de Port-Louis (Morbihan)
  - Cimetière marin de Bonifacio
  - Cimetière marin de Ciboure
  - Cimetière américain de Colleville-sur-Mer
  - Cimetière de Granville
  - Cimetière marin de Gruissan[2] ;
  - Cimetière marin de Landévennec
  - Cimetière marin de Lorient à Saint-Barthélemy
  - Cimetière marin de Public à Saint-Barthélemy
  - Cimetière marin de Saint-Michel-en-Grève
  - Cimetière marin de Saint-Paul à La Réunion
  - Cimetière marin de Saint-Tropez
  - Cimetière marin de Sète
  - Cimetière marin de Tréboul (Douarnenez)
  - Cimetière marin de Varengeville-sur-Mer
  - Cimetière du Vil à Roscoff[3]
- Maroc :
  - Cimetière marin des Oudayas à Rabat
  - Cimetière marin de Salé
  - Cimetières marins de Larache
  - Vieux cimetière juif d'Essaouira
- Maurice :
  - Cimetière marin de Souillac
- Tunisie :
  - Cimetière marin de Mahdia
  - Cimetière marin de Monastir[4]
- Écosse :
  - Cimetière marin de Saint Andrews
- Porto Rico :
  - Cimetière Santa María Magdalena de Pazzis à San Juan